# La strada verso casa (singolo)
La strada verso casa è il singolo di debutto del cantautore italiano Lele, pubblicato il 20 maggio 2016 come primo estratto dal primo album in studio Costruire.

## Descrizione
Scritto dallo stesso Lele e prodotto da Elisa e Andrea Ringonat, il brano è stato presentato dal cantautore durante la sua partecipazione alla quindicesima edizione del talent show Amici di Maria De Filippi. La strada verso casa è stato reso disponibile sia per il download digitale che in rotazione radiofonica.

## Video musicale
Per il brano è stato realizzato un lyric video, pubblicato il 27 maggio 2016 attraverso il canale YouTube del cantautore.

## Tracce
Testi di Raffaele Esposito, musiche di Elisa Toffoli e Andrea Ringonat.
1. La strada verso casa – 3:08

## Classifiche
| Classifica (2016) | Posizione massima |
| ----------------- | ----------------- |
| Italia            | 20                |